# Canadian Motors (Galt)
Canadian Motors Ltd. war ein kanadischer Hersteller von Automobilen.

## Unternehmensgeschichte
Das Unternehmen aus Galt begann 1911 zunächst mit dem Import und später im Jahr mit der Produktion von Automobilen. Der Markenname lautete Galt. 1913 endete die Produktion. Insgesamt entstanden etwa 50 Fahrzeuge.
Zwei Mitarbeiter übernahmen die Reste und gründeten Galt Motor.
Es gab keine Verbindung zur gleichnamigen Canadian Motors aus Toronto, die von 1900 bis 1902 tätig war.

## Fahrzeuge
Die ersten beiden Modelle waren Importe von der Alpena Motor Car Company. Deren Model C wurde Canada Tourist genannt und deren Modell D Canada Roadster.
Das erste eigene Modell basierte auf einem Alpena-Modell und hatte ebenso einen Vierzylindermotor von Hazard. Karosserien lieferte die Guelph Carriage Co. Ab 1912 waren die Fahrzeuge als erste kanadische Modelle mit einem Elektrostarter ausgestattet, der sich allerdings nicht bewährte. Der Model E Special mit dem gleichen Starter wird als recht teuer beschrieben. Das Model G von 1913 war der größte Galt. Er hatte einen Motor mit 40 bis 45 PS Leistung und ein anderes Startersystem.